# Бенгтссон, Бьёрн
Бьёрн Ро́гер Бе́нгтссон (швед. Björn Roger Bengtsson, род. 17 октября 1973, Мальмё) — шведский актёр.

## Биография
Родился 17 октября 1973 года в Мальмё. Детство провёл в Скурупе. В 1993—1996 годах учился в Гётеборгском театральном институте. Начал сниматься в кино в 1999 году. В 2002 году по его сценарию был снят фильм "Efter" (После).

## Фильмография
- Gertrud (1999)
- Happy Hour (2000)
- Fru Marianne (2001)
- Hot Dog (2002)
- Efter (2002)
- Utan dig (2003)
- Ramona (2003) — телесериал
- Kontorstid (2003)
- Vinnare och förlorare (2005)
- Van Veeteren — Svalan, katten, rosen, döden (2006)
- Вольные стрелки (2006)
- Offside (2006)
- Moreno och tystnaden (2006)
- Beck — skarpt läge (2006)
- En spricka i kristallen (2007) — телесериал
- Rallybrudar (2008)
- Nim och den hemliga ön (2008)
- Mellan oss (2008)
- Åkalla (2008) — телесериал
- Ночь в музее 2 (2009)
- Psalm 21 (2010)
- Bröderna Karlsson (2010)
- + (plus) (2010) — короткометражный фильм
- Någon annanstans i Sverige (2011)
- Bibliotekstjuven (2011)  — телесериал
- Julie (2013)
- Zon 261 (2014)
- Tjockare än vatten (2014) — телесериал
- Последнее королевство (2017) — телесериал
- Робин Гуд: Начало (2018)